# Légion germano-britannique
La Légion germano-britannique (ou Légion anglo-allemande) était un groupe de soldats allemands recrutés pour combattre pour la Grande-Bretagne pendant la guerre de Crimée. Il ne faut pas le confondre avec la Légion allemande du roi (King's German Legion), active pendant les guerres napoléoniennes. La Grande-Bretagne a levé une légion anglo--allemande de deux régiments de dragons légers, de trois corps de Jäger et de six régiments d'infanterie légère; une légion italiano-britannique de cinq régiments d'infanterie et une légion anglo-suisse de trois régiments d'infanterie légère. À la fin de la guerre, les soldats avaient le droit de rentrer dans leur pays d'origine aux frais de l'État, mais certains, craignant un accueil hostile chez eux, se sont installés au Cap de Bonne-Espérance. 
Le commandant de cette légion était le général de division Richard von Stutterheim. 
Le gouvernement britannique a financé et soutenu matériellement von Stutterheim pour recruter des soldats pour cette légion. En mars 1855, von Stutterheim commença par embaucher 200 hommes en Allemagne pour recruter des soldats, se concentrant principalement sur les villes portuaires. Les recruteurs se rendaient dans les tavernes, achetaient de la bière pour les jeunes hommes et les recrutaient une fois en état d'ébriété. On pense que Stutterheim a été payé 40 $ pour chaque recrue, versant 20 $ à chaque recrue et empochant les 20 autres $, gagnant ainsi 120 000 $ dans le processus. 
En 1856, des membres de la légion sont cantonnés à la garnison de Colchester, où ils épousent de nombreuses femmes des environs. 
La légion fut dissoute en novembre 1856, n'ayant eu que peu l'occasion d'aller au feu en raison de la fin de la guerre. En butte à des difficultés de rapatriement pour avoir servi un pays étranger, la plupart des membres de la légion décidèrent de s'installer dans la colonie du Cap oriental, en Afrique du Sud.  
En conséquence, à ce jour, il existe des noms de lieux d'origine allemande dans les environs de King William's Town, y compris la ville de Stutterheim.